# Казе Канове (Ферара)
Казе Канове (итал. Case Canove) је насеље у Италији у округу Ферара, региону Емилија-Ромања.
Према процени из 2011. у насељу је живело 40 становника. Насеље се налази на надморској висини од -1 м.